# Widbol-Gletscher
Der Widbol-Gletscher (bulgarisch ледник Видбол lednik Widbol) ist ein 5,5 km langer und 1,5 km breiter Gletscher auf der Arctowski-Halbinsel an der Danco-Küste des Grahamlands auf der Antarktischen Halbinsel. Er fließt von den Nordhängen des Pulfrich Peak in nordwestlicher Richtung westlich des Henryk Peak und östlich des Mount Dedo zur Gerlache-Straße, in die er am Orne Harbour mündet.
Die bulgarische Kommission für Antarktische Geographische Namen benannte ihn 2009 nach dem Fluss Widbol im Nordwesten Bulgariens.